# Lega del Gottardo
La Lega del Gottardo (fr. Ligue du Gothard, ted. Gotthard-Bund) fu un'associazione creata in Svizzera durante la seconda guerra mondiale contro le tentazioni di alleanza col nazismo che stavano nascendo e si stavano rafforzando all'interno della confederazione. Si sciolse formalmente solo nel 1969.
Dopo le prime campagne militari vittoriose condotte dalla Germania, e in particolare dopo la Campagna di Francia, anche la Svizzera, ormai completamente accerchiata dalle forze dell'Asse, si sentì coinvolta. All'indomani della resa francese, il Consiglio Federale (il governo svizzero) renderà evidente la posizione ambigua delle autorità elvetiche con un discorso del suo Presidente, Marcel Pilet-Golaz, trasmesso alla radio il 25 giugno 1940, in cui si auspica l'"adozione" del "ritmo degli eventi" sotto la "guida" del governo, qualunque decisione questi dovesse prendere.
Nello stesso mese di giugno del 1940, Denis de Rougemont fonda, insieme al filologo romanzo Theophil Spoerri, la Lega del Gottardo, per opporsi ad Hitler. Denis de Rougemont redige il Manifesto della Lega, di una decina di pagine, in cui espone i principi duplici cui l'organizzazione si ispirerà: da una parte una neutralità attiva e dall'altra il ritorno ai valori fondanti dell'ideale elvetico, tra cui il federalismo, per far fronte "ad ogni costo" ai totalitarismi. Gli strumenti immediati della Lega consistevano in una manifestazione personale dei suoi membri.
La Lega è strutturata in modo federale, con antenne regionali. Il 17 giugno 1940 Denis de Rougemont firma un articolo sulla Gazette de Lausanne a seguito del quale verrà inviato negli Stati Uniti per una serie di conferenze. Nei fatti, si tratterà piuttosto di un modo per allontanarlo dalla Svizzera.